# 소녀의 기도 (1976년 영화)
《소녀의 기도》는 1976년 공개된 대한민국의 영화이다.

## 배역
- 임예진
- 전영록
- 황해
- 이정길
- 이동진
- 강남길
- 김숙경
- 지미옥
- 정다은
- 조경희
- 문미봉
- 이예성
- 김복숙
- 이완숙
- 윤인희
- 이은영

## 수상
- 1977년 제1회 황금촬영상
  - 촬영상(금상) - 팽정문